# 8850 Бігнонія
8850 Бігнонія (8850 Bignonia) — астероїд головного поясу, відкритий 15 листопада 1990 року.
Тіссеранів параметр щодо Юпітера — 3,225.